# Chlorek cetylopirydyniowy
Chlorek cetylopirydyniowy (łac. Cetylpyridinii chloridum) – organiczny związek chemiczny z grupy czwartorzędowych soli amoniowych, zbudowany z pierścienia pirydyny z długim łańcuchem alkilowym przyłączonym do atomu azotu. Jest substancją o działaniu bakteriobójczym i przeciwgrzybiczym, stosowaną w zakażeniach gardła oraz stóp, pach, pachwin, dłoni i skóry głowy.

## Zastosowanie
Stan zapalny gardła, infekcja grzybicza jamy ustnej lub gardła. Higiena jamy ustnej. Także w powierzchniowych zakażeniach grzybiczych skóry stóp, jak również dłoni, pachwin, pach, głowy oraz w towarzyszących im nadkażeniach bakteryjnych.

## Działania niepożądane
Miejscowe podrażnienie skóry, pieczenie, wysypka, pokrzywka, zaczerwienienie.

## Preparaty

### Preparaty proste
- Dolgit Med – krople do uszu (na tzw. „ucho pływaka”)
- Halset – pastylki do ssania
- Septolete Junior – pastylki do ssania

### Preparaty złożone
- Asept – aerozol, płyn przeciwbakteryjny i przeciwgrzybiczny
- Tami antibacterial – chusteczki antybakteryjne
- Calgel – żel na ząbkowanie
- Envil Gardło – aerozol do stos. w jamie ustnej, pastylki do ssania
- Halpastillen forte – pastylki do ssania
- Tonimer – płyn nawilżający do gardła
- Undofen – atomizer do stosowania zewnętrznego
- Septolete Plus – aerozol do stos. w jamie ustnej, pastylki do ssania
- Septolete Ultra – aerozol do stos. w jamie ustnej, pastylki do ssania
- Orofar Max – pastylki do ssania
- Tołpa Stomatologic Sensitive – płyn do płukania jamy ustnej